# Ticogloea guttulata
Ticogloea guttulata är en svampart som beskrevs av G. Weber, Spaaij & W. Gams 1994. Ticogloea guttulata ingår i släktet Ticogloea, divisionen sporsäcksvampar och riket svampar.   Inga underarter finns listade i Catalogue of Life.